# София Магдалена фон Лайнинген-Вестербург
София Магдалена фон Лайнинген-Вестербург (на немски: Sophia Magdalena von Leiningen-Westerburg; * 23 март 1651; † 17 октомври 1726, Вестербург) е графиня от Лайнинген-Вестербург и чрез женитба графиня на Шьонбург-Хартенщайн.

## Биография
Тя е дъщеря на граф Георг Вилхелм фон Лайнинген-Вестербург (1619 – 1695) и съпругата му графиня София Елизабет фон Липе-Детмолд (1626 – 1688), дъщеря на граф Симон VII фон Липе и втората му съпруга графиня Мария Магдалена фон Валдек-Вилдунген.
София Магдалена се омъжва на 12 януари 1668 г. в Хартенщайн за граф Ото Лудвиг фон Шьонбург-Хартенщайн (* 16 септември 1643, Хартенщайн; † 22 ноември 1701, Хартенщайн), единственият син на фрайхер Ото Албрехт фон Шьонбург-Хартенщайн (1601 – 1681) и Ернестина Ройс-Плауен (1618 – 1650). Нейният съпруг Ото Лудвиг е издигнат на 7 август 1700 г. на имперски граф. През 1702 г. се образува господството Щайн.
Тя умира на 17 октомври 1726 г. на 75 години във Вестербург. Клоновете Шьонбург-Валденбург и Шьонбург-Хартенщайн съществуват до днес като Шьонбург-Глаухау.

## Деца
София Магдалена и граф Ото Лудвиг имат 15 деца:
- София Магдалена (* 7 септември 1668; † 10 ноември 1686)
- Мария Елизабет (* 13 януари 1670; † 2 февруари 1737), омъжена за граф Август Ернст фон Шьонбург-Роксбург (* 26 юли 1666; † 11 август 1729)
- Ото Вилхелм (* 8 май 1671; † 19/29 август 1671)
- Йохана Августа Каролина (* 26 април 1672; † 14 юни 1751)
- Георг Алберт фон Шьонбург-Хартенщайн (* 25 май 1673; † 15 август 1716), граф на Шьонбург-Хартенщайн, женен I. на 25 август 1698 г. във Валденбург за графиня София Сабина фон Вид (* 10 ноември 1677; † 17 февруари 1710, Хартенщайн), II. на 19 март 1711 г. в Зондерсхаузен за Магдалена София фон Шварцбург-Зондерсхаузен (* 17 февруари 1680; † 14 юни 1751)
- Фридерика Кристиана (* 27 септември 1674; † 4 октомври 1674)
- Анна Юлиана (* 23 септември 1675; † 19 ноември 1676)
- Кристиана Терезия (* 17 октомври 1676; † 27 декември 1715)
- Ернестина Елеонора (* 2 ноември 1677; † 2 август 1741), омъжена на 21 юли 1701 г. във Валденбург за граф Хайнрих XV Ройс-Лобенщайн (* 24 септември 1674; † 12 май 1739)
- Ото Вилхелм фон Шьонбург-Лихтенщайн (* 14 ноември 1678; † 15 август 1747), женен I. за графиня Хенриета Елеонора фон Каленберг (* 3/11 юни 1682; + 6 март/май 1710), II. на 23 февруари 1713 г. за Бригита Сидония фом Хаген (* 1 януари 1683; † 8 август 1754)
- Лудвиг Фридрих фон Шьонбург-Щайн (* 4 ноември 1681; † 3 април 1736), граф на Шьонбург-Шварценбах, женен на 27 януари 1706 г. за баронеса София фон Щайн-Норд-Остхайм (* 13 ноември 1688; † 23 януари 1748)
- Кристиан Хайнрих фон Шьонбург-Валденбург (* 13 ноември 1682; † 27 януари 1753), женен за Фридерика Августа фон Лимпург (* 26 януари 1694, Оберзонтхайм; † 28 юли 1746)
- Мария Кристиана (* 21/27 ноември 1683; † 25 декември 1742)
- Луиза Албертина (* 9 март 1686; † 7 декември 1740), омъжена на 10 ноември 1703 г. във Вилденфелс за граф Карл Ото фон Золмс-Лаубах-Утфе и Текленбург (* 13 септември 1673; † 16 февруари 1743)
- Емилия Антония Августа (* 12 ноември 1690; † 11 февруари 1749)